# Phaenospermateae
Phaenospermateae, tribus jednosupnica u potporodici Pooideae, porodica travovki. Postoji osam rodova, od kojih su svi osim roda Phaenosperma, uklopljeni u poseban tribus Duthieeae.

## Rodovi
1. Phaenosperma Benth. (1 sp.)

- Stephanachne Keng (3 spp.)
- Sinochasea Keng (1 sp.)
- Danthoniastrum (Holub) Holub (3 spp.)
- Duthiea Hack. ex. Procop.-Procop (3 spp.)
- Metcalfia Conert (1 sp.)
- Anisopogon R. Br. (1 sp.)
- Pseudodanthonia Bor & C. E. Hubb. (1 sp.)